# Messier 30
Messier 30 (còn gọi là M30 hay NGC 7099) là cụm sao cầu trong chòm sao Ma Kết. Charles Messier phát hiện ra nó vào năm 1764. M30 cách Trái Đất 28.000 năm ánh sáng, với đường kính khoảng 90 năm ánh sáng.